# Maya Gabeira
Maya Gabeira Reis née le 10 avril 1987 à Rio de Janeiro au Brésil, est depuis 2006 une des meilleures surfeuses professionnelles du monde, catégorie big-wave rideuse (grosse vague), en remportant entre autres cinq fois d'affilée, le Billabong XXL-Award catégorie meilleure surfeuse.

## Biographie
Fille du député brésilien Fernando Gabeira (un des fondateurs du Parti vert (Brésil)) et de la styliste Yame Kings, elle est inscrite en classe de surf à l'école maternelle de Rio de Janeiro, commence le surf en 2003 à 14 ans, et la compétition à 15 ans. Elle décide de devenir professionnelle à 17 ans, alors qu'elle vit en Australie.
En 2009 âgée de 22 ans elle remporte le trophée ESPY Awards catégorie meilleur athlète féminine. Elle bat cette même année le record mondial de la plus grosse vague surfée par une femme avec une hauteur de 14 m (45 pieds) au large de la plage de Dungeons en Afrique du Sud.
Le 28 octobre 2013 son coéquipier surfeur brésilien Carlos Burle la sauve de la noyade, durant une tentative de battre son record de surfer la plus grosse vague, durant la tempête Christian, près de Nazaré au Portugal.
Sponsorisée par Billabong et Red bull, elle vit à North Shore (Oahu) à Hawaï aux États-Unis. 
Elle fait l'objet du film documentaire Maya and the Wave, réalisé par Stephanie Johnes en 2022. 

## Palmarès
- 2007, 2008, 2009, 2010, 2012 : Billabong XXL-Award, catégorie meilleur surfeuse.
- 2009 : Record de la vague la plus haute surfée par une femme avec 14m (45 pieds)
- 2009 : ESPY Awards, catégorie meilleur athlète féminine.

...

## Publications
- (illustré par Ramona Kaulitzki) Maya and the Beast, Harry N. Abrams, 2022.